# 彼得·阿尔岑
彼得·阿尔岑（英語：Pieter Aertsen，？—1575年），文艺复兴时期欧洲艺术家。他主要在阿姆斯特丹和安特卫普绘制大型作品，其中大部分的内容为静物画和風俗画。他绘制的祭坛画现已全部失传。